# (5517) Johnerogers
(5517) Johnerogers es un asteroide perteneciente al cinturón de asteroides descubierto el 4 de junio de 1989 por Eleanor F. Helin desde el Observatorio del Monte Palomar, Estados Unidos.

## Designación y nombre
Designado provisionalmente como 1989 LJ. Fue nombrado Johnerogers en honor de John E. Rogers, Oficial de Seguridad de Campo en Point Mugu, California, y astrónomo aficionado conocido por su software de computadora y por su cálculo de las órbitas. Más recientemente, desarrolló un sistema astrométrico con una cámara CCD y un software relacionado que utiliza de manera experta en su hogar en Camarillo. La descubridora reconoce su ininterrumpida asistencia en el uso de este equipo para obtener observaciones cruciales de objetos recientemente descubiertos cerca de la Tierra, y de vez en cuando también se ha unido al equipo de descubridores en Palomar para buscarlos.

## Características orbitales
Johnerogers está situado a una distancia media del Sol de 2,591 ua, pudiendo alejarse hasta 2,899 ua y acercarse hasta 2,283 ua. Su excentricidad es 0,118 y la inclinación orbital 14,42 grados. Emplea 1523,63 días en completar una órbita alrededor del Sol.

## Características físicas
La magnitud absoluta de Johnerogers es 13. Tiene 6,007 km de diámetro y su albedo se estima en 0,371. 